# L'estate d'inverno
L'estate d'inverno è un film del 2010 diretto da Davide Sibaldi.
È l'opera prima del regista milanese. Le riprese sono iniziate a giugno 2007 e sono terminate a luglio dello stesso anno mentre il film è uscito nelle sale cinematografiche italiane il 15 ottobre 2010.

## Produzione
Il film è stato prodotto da Ardaco Productions. Le riprese sono iniziate a giugno 2007 e sono terminate a luglio dello stesso anno.